# Alliopsis undulata
Alliopsis undulata är en tvåvingeart som beskrevs av Griffiths 1987. Alliopsis undulata ingår i släktet Alliopsis och familjen blomsterflugor. Inga underarter finns listade i Catalogue of Life.